# ResEdit
ResEdit je freewarový program vydaný firmou Apple. Běží na operačních systémech počítačů Macintosh nižších než Mac OS X (MacOS Classic). Umožňuje prohlížet a měnit tzv. „resourcy“ - (zdroje) aplikací. Pomocí ResEditu lze též modifikovat zdroje již existující aplikace. Dá se tedy využít například pro překládání aplikací do různých jazyků, úpravu vzhledu, zvuků apod. Je nezbytný pro většinu způsobů programování aplikací pro MacOS Classic (vytváření databází ve formátu .rsrc, do něhož spadají například obrázky, zvuky, písma či jiné zdroje pro aplikaci).
Na principu ResEditu se začaly vytvářet další podobně fungující programy, například Super ResEdit, Resorcerer apod.
Používanost systémů MacOS Classic (tzn. až po MacOS 9.2), na kterých ResEdit funguje, je dnes již velmi nízká. ResEdit je tak již minulostí v počítačovém programování a modifikaci aplikací. Nástupce klasických systémů MacOS - Mac OS X - již systém s "resourcy" aplikací nevyužívá a ResEdit pro Mac OS X systém nebyl tím pádem nikdy vydán.
Poslední oficiální verze ResEdit je 2.1.3, vydaná v srpnu 1994. Existují neoficiální hacky vydané jako ResEdit 2.1.4 a novější, které přidávají funkce, jako je dekompilátor a možnost upravovat datové větve, ale ty nejsou podporovány společností Apple.